# جامع جرجان
جامع جرجان (بالفارسية: مسجد جامع گرگان) هو واحد من المعالم الأثرية بجرجان، محافظة غلستان بإيران. تم بناء المسجد بواسطة الدولة السلجوقية ويحتوي على مئذنة كروية على خط كوفي.

## معرض الصور

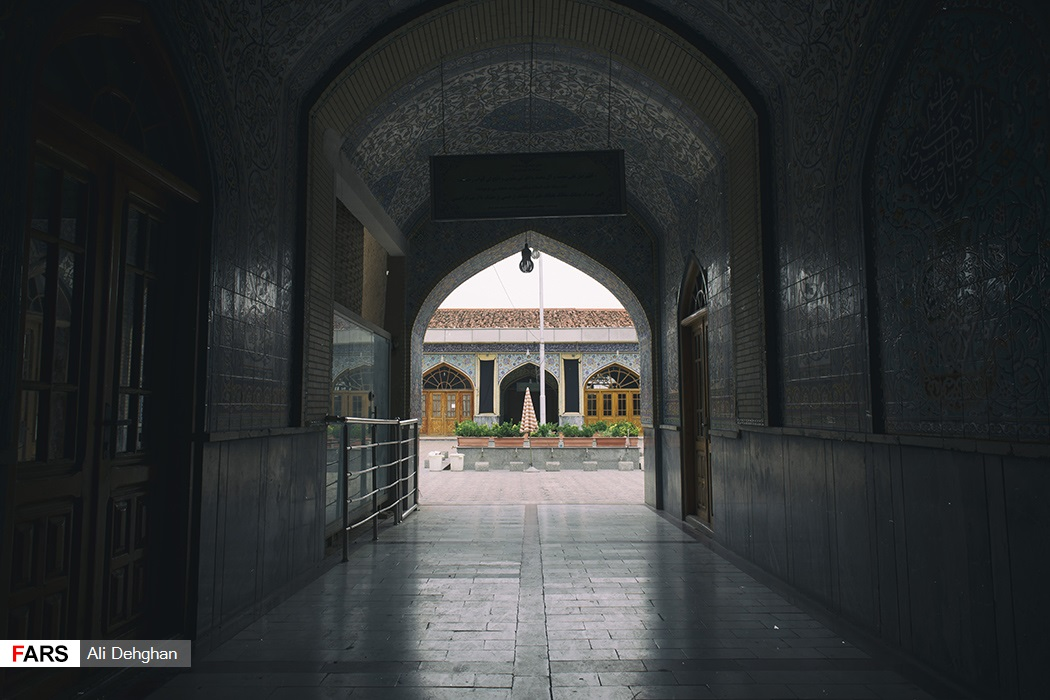
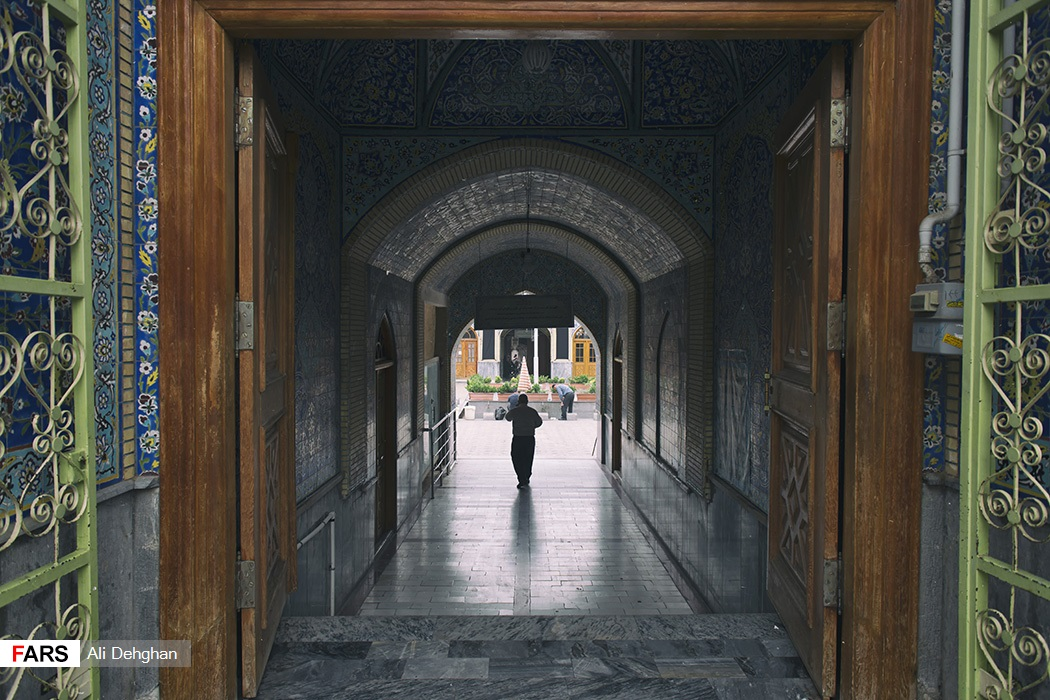
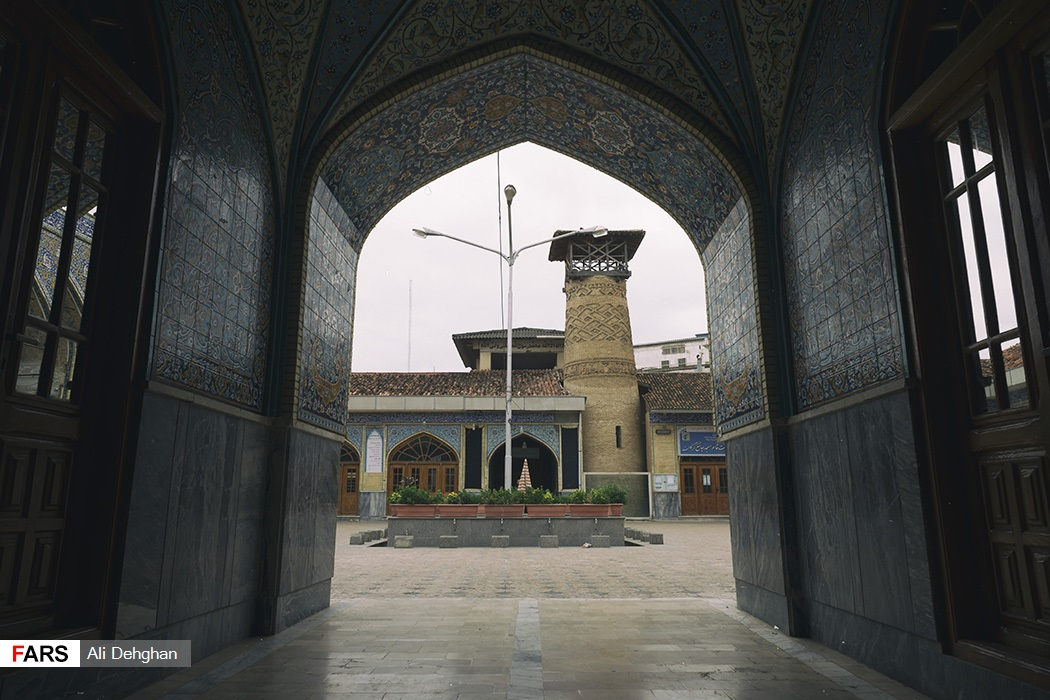
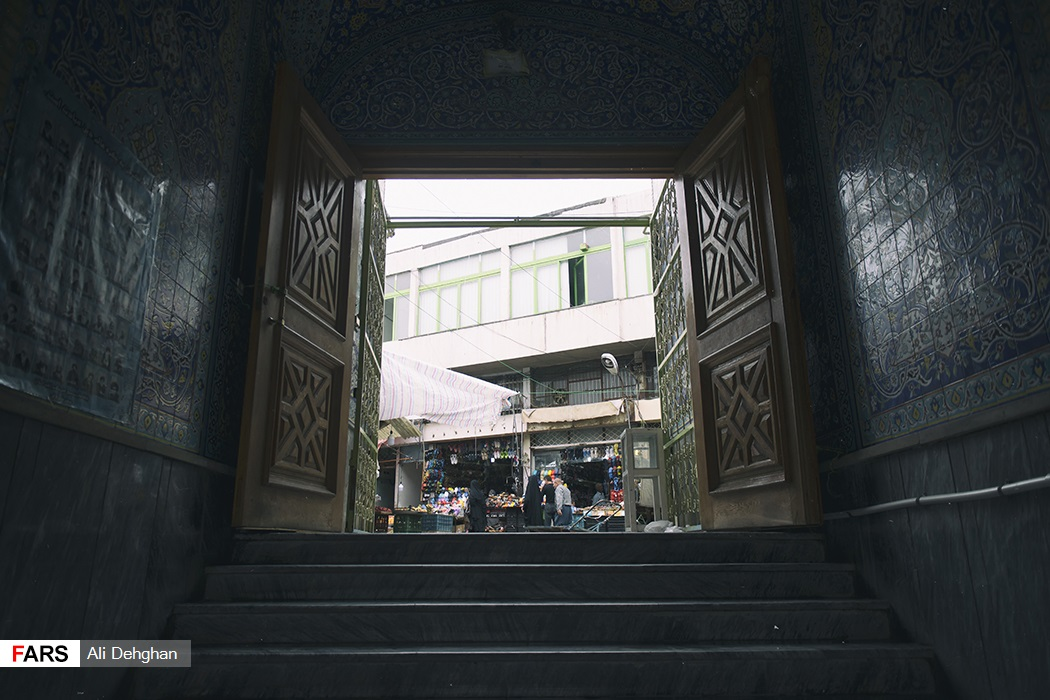
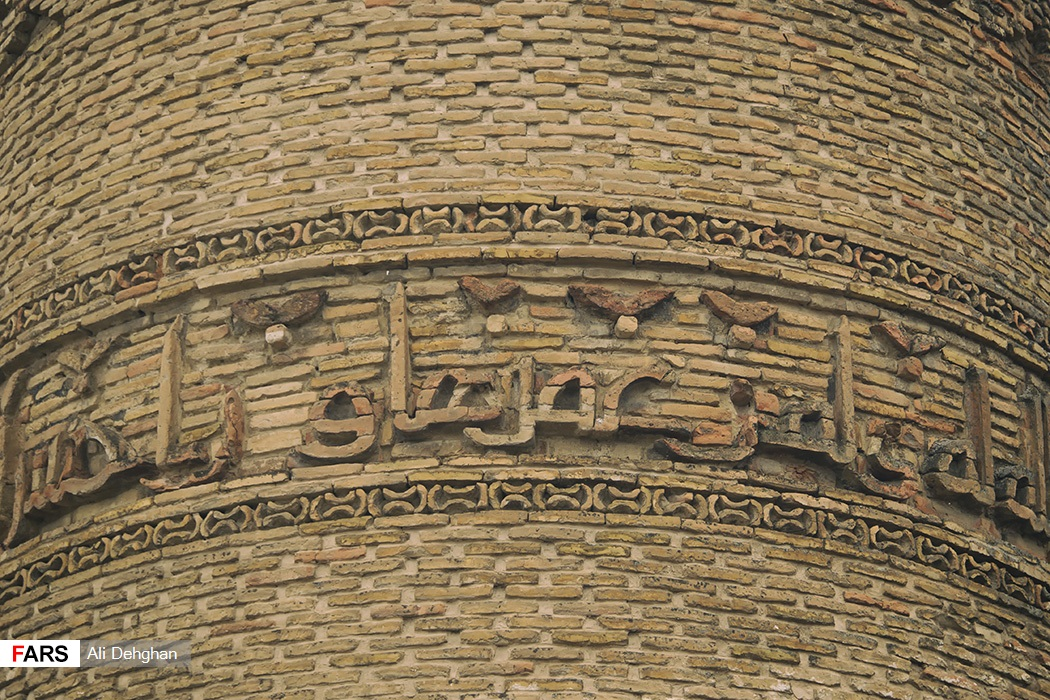
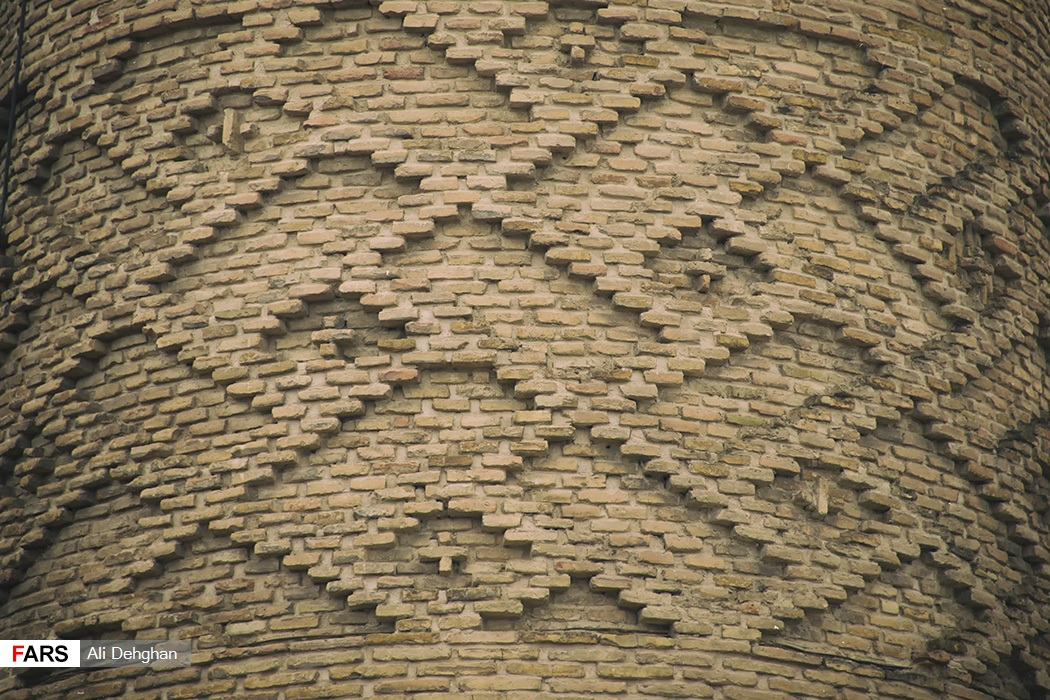
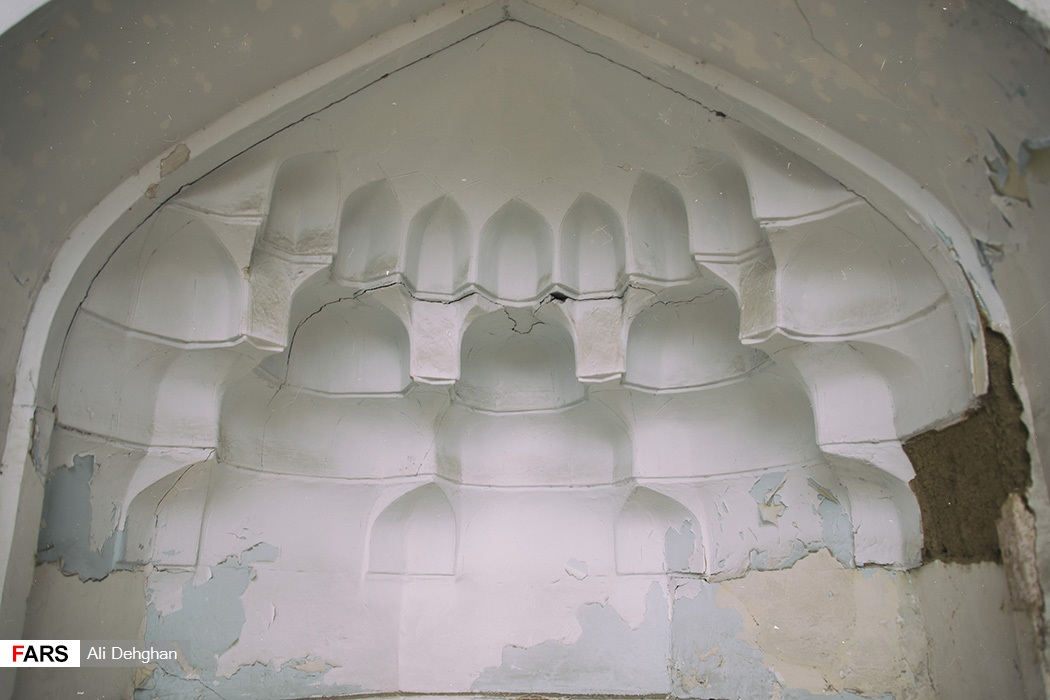
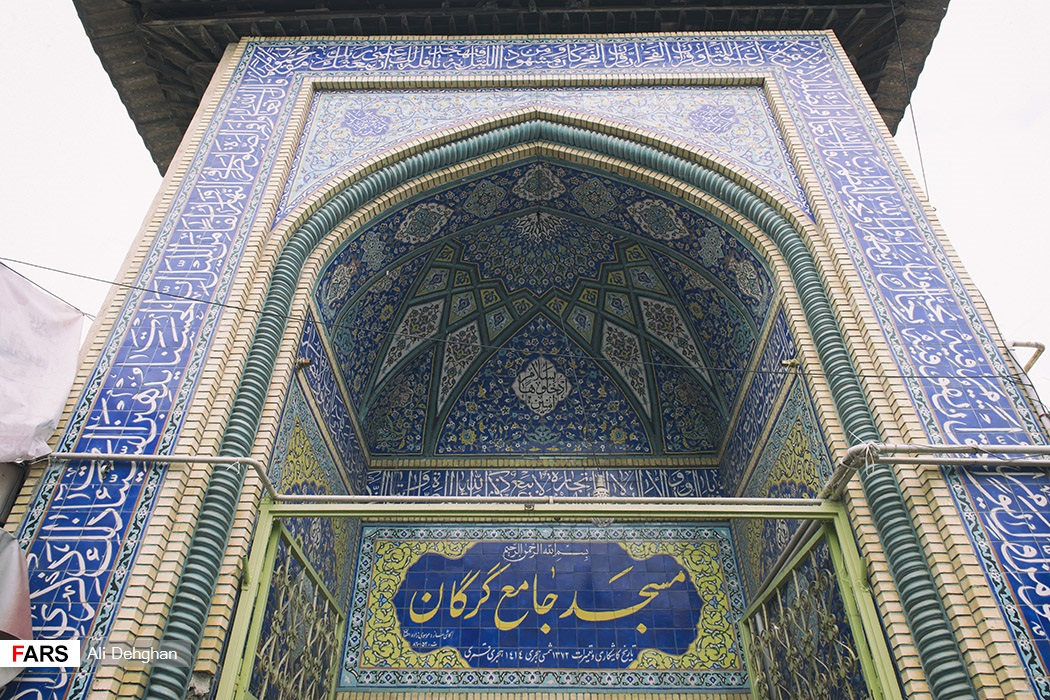